# St Catharine's College
Il Saint Catharine's College è uno dei college che costituiscono l'Università di Cambridge.
Molti studenti di cambridge lo chiamano semplicemente con il soprannome "Catz". Il Catz ha una reputazione di college semplice ed equilibrato. Il College ha sempre fornito molti atleti per la squadra di Cambridge nella boat race, in particolare contribuendo per 3/8 agli equipaggi del 2003 e del 2004. Il college è risultato primo nella Tompkins Table, classifica basata sui risultati ottenuti dagli studenti negli esami, per la prima volta nel 2005. La percentuale di studenti provenienti dalle scuole statali è relativamente alta per Cambridge, pur essendo comunque in minoranza in termini assoluti.
Esiste una faida di lungo corso ma gentile con il Queens' College che sembrerebbe derivare dal fatto che il Queens' non abbia gradito la costruzione della corte del Catz di fronte al Queens', trasformando l'ex strada principale di Cambridge in un vicolo secondario. Negli anni 1960 il St. Catharine's costruì un nuovo complesso di appartamenti chiamato Saint Chad's vicino alla University Library, in cui le stanze sono ottagonali rispecchiando la ruota di Caterina presente sullo stemma. Gli studenti del secondo anno vivono a St. Chad's mentre quelli del primo e del terz'anno vivono nel complesso principale.

## Storia
Robert Wodelarke, Provost del King's College, aveva iniziato i preparativi per la costruzione di in nuovo college sin dal 1459, quando comprò i terreni sui quali costruirlo. Per i preparativi egli spese gran parte delle sue ricchezze personali (fu sospettato di aver deviato fondi del King's College) e fu costretto a ridurre le dimensioni del progetto a tre soli fellows. Egli stabilì che essi avrebbero dovuto studiare solo teologia e filosofia.
Wodelarke potrebbe aver scelto il nome del college in omaggio alla madre del re Enrico VI, di nome Catharine, anche se è più probabile che il nome fu scelto nel segno del culto rinascimentale di Santa Caterina, patrona degli studi. In ogni caso, il college fu pronto per essere abitato ed ufficialmente fondato nel giorno di Santa Caterina (25 novembre) del 1473. Esistono sei sante di nome Caterina, ma il college prese nome dalla santa di Alessandria. Inizialmente fu chiamato Katharine Hall.

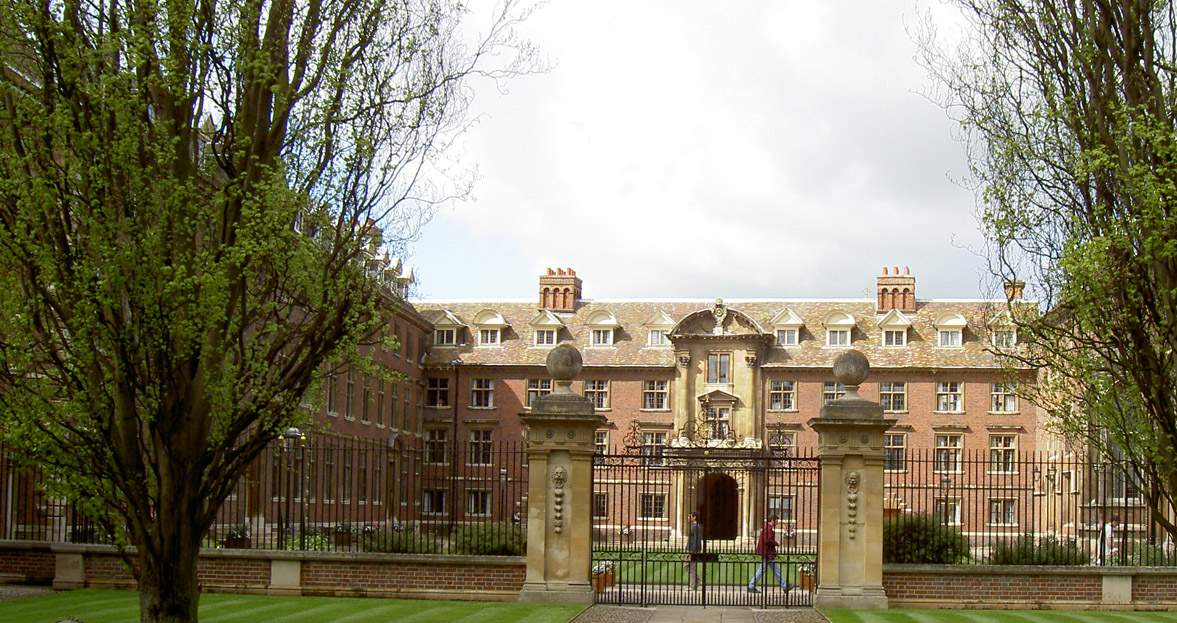
Il Saint Catharine's College, visto da Trumpington Street, con la sua corte aperta.

La fondazione iniziale non era molto curata. Wodelarke era interessato principalmente ai Fellows ed il College non ebbe studenti per molti anni. In ogni caso, intorno al 1550 ci fu un numero sempre crescente di studenti ed il college si dedicò principalmente all'insegnamento per gli undergraduates. La rapida crescita rese necessaria l'espansione del college ed aggiunte temporanee furono fatte nel 1622. Dal 1630 il College cominciò a demolire gli edifici esistenti che cadevano in rovina e cominciò a costruire gli edifici attuali. La corte a tre lati, unica tra i college di Cambridge (Il sister college del Saint Catharine's, il Worcester College di Oxford, ha una corte a tre lati, abbastanza simile), fu costruita tra il 1675 ed il 1757. Proposte per un gruppo finale di edifici che completi il quarto lato sono state fatte più volte fino al XX secolo.
Nel 1637 il College entrò in possesso della George Inn (in seguito Bull Inn) in Trumpington Street. Dietro questa locanda c'era una scuderia famosa per le usanze del suo gestore, Thomas Hobson, che permetteva ai clienti di prendere solo il cavallo che si trovava da più tempo nella scuderia, che ha portato all'espressione "Scelta di Hobson" che significa impossibilità di scegliere.
Il college ottenne nuovi statuti nel 1860, adottando il nome attuale. Nel 1880 venne proposta la fusione del college con il King's College. I due college erano contigui e la fusione sembrava essere una soluzione per le necessità di spazio del King's e di finanze del St. Catharine's. Ciononostante, il Master (Charles Kirkby Robinson) non ebbe consenso ed il St. Catharine's rifiutò.
La storia del college fu scritta da W.H.S. Jones nel 1936.